# Рейчел Скарстен
Рейчел Еліс Марі Скарстен (англ. Rachel Alice Marie Skarsten, нар. 23 квітня 1985, Торонто, Онтаріо, Канада) — канадська актриса. Найбільш відома за роллю валькірії Темзін у телесеріалі «Поклик крові» та Єлизавети Тюдор у телесеріалі «Царство».

## Біографія
Народилася 1985 року в Торонто у родині канадки і норвежця. У неї є молодший брат. Рейчел тренувалася в Королівській академії танцю (англ. Royal Academy of Dance) протягом 12 років і відвідувала школу мистецтв Клода Вотсона (англ. Claude Watson School for the Arts) з 4-го по 12-й класи. Там вона спеціалізувалася в образотворчому мистецтві і грала на віолончелі.
Агент помітив її на пам'ятній службі за її батьком. Так Рейчел Скарстен отримала постійні ролі в таких шоу, як «Маленькі чоловіки» до того як отримала першу велику роль у серіалі Warner Brothers «Хижі птахи».
Після того, як зйомки в Лос-Анджелесі були завершені, вона повернулася до Канади, де отримала подвійний ступінь у галузі англійської літератури і класичних наук в престижному університеті Квінз (англ. Queens University) в Кінгстоні, Онтаріо.
Після завершення навчання знялася в серіалах «Той, хто читає думки» і «Гаряча точка», а також знімалася в канадському незалежному кіно, у фільмах «Servitude» і «Two Hands to Mouth».
У вільний час любить брати участь у всьому, що стосується хокею. Вона була воротарем в Midget AA Leaside Wildcats у середній школі і дотепер продовжує нагадувати про себе, граючи за місцеву хокейну лігу знімальної групи. В даний час вона грає Алісу — головного антагоніста телевізійного серіалу  Бетвумен .

## Особисте життя
12 травня 2020 року Скарстен у своєму акаунті в Instagram повідомила, що вийшла заміж за свого хлопця, Олександра Робіке, приватно.

## Фільмографія

### Кіно
| Рік  | Назва українською                           | Назва англійською                | Роль            | Примітки |
| ---- | ------------------------------------------- | -------------------------------- | --------------- | -------- |
| 2002 | Втеча                                       | Virginia's Run                   | Керолайн Лофтон |          |
| 2003 | Боязнь темряви                              | Fear of the Dark                 | Хэзер Фонтейн   |          |
| 2007 | Джек Брукс                                  | Jack Brooks: Monster Slayer      | Єва             |          |
| 2007 | Американський пиріг: Переполох у гуртожитку | American Pie Presents Beta House | Шерон           | Відео    |
| 2011 |                                             | Servitude                        | Алекс           |          |
| 2012 |                                             | Two Hands to Mouth               | Леа Уайтфилд    |          |
| 2015 | П'ятдесят відтінків сірого                  | Fifty Shades of Gray             | Андреа          |          |
| 2017 | Гра Моллі                                   | Molly's Game                     | Лія             |          |
| 2019 | Кохання поза часом                          | Timeless Love                    | Меган Мерфі     |          |

### Телебачення
| Рік        | Назва українською         | Назва англійською                | Роль                      | Примітки                            |
| ---------- | ------------------------- | -------------------------------- | ------------------------- | ----------------------------------- |
| 1998       | Відомий Джет Джексон      | The Famous Jett Jackson          | Міккі Твітті              | Епізод: «Vootle-Muck-a-Heey»        |
| 1998-1999  | Маленькі чоловіки         | Little Men                       | Елізабет «Бесс» Лоуренс   | 24 епізоду                          |
| 1999       | Справедливість            | Justice                          | актриса                   | телефільм                           |
| 2000       | Ангели на майданчику      | Angels in the Infield            | Бріжіт                    | телефільм                           |
| 2000       | Двічі в житті             | Twice in a Lifetime              | Джулі Адамс               | Епізод: «Curveball»                 |
| 2001       | Джуел                     | Jewel                            | Рейлін Гілберн (14 років) | телефільм                           |
| 2001       | Крик сов                  | Screech Owls                     | Суки Сазерленд            | Епізод: «A Star Is Gone»            |
| 2002       | Зоряний мисливець         | Tracker                          | Джеймі Свенсон / Лонторія | Епізод: «The Miracle»               |
| 2002-2003  | Хижі птахи                | Birds of Prey                    | Діна Ленс                 | 13 епізодів                         |
| 2003       | Місія ясновидіння         | Missing                          | Бріттані Мур              | Епізод: «Basic Training»            |
| 2005       | Категорія 7: Кінець світу | Category 7: The End of the World | Ліра Даффі                | телефільм                           |
| 2010       | Все вийде                 | Made… The Movie                  | Енді                      | телефільм                           |
| 2011       | Пробудження               | Awakening                        | Лейла                     | телефільм                           |
| 2011       | Гаряча точка              | Flashpoint                       | Наталі Бреддок            | 4 епізоду                           |
| 2011-2012  | Той, хто читає думки      | The Listener                     | Еліза                     | 3 епізоду                           |
| 2012       | Зухвалий Лос-Анджелес     | The L. A. Complex                | Роксанна                  | 3 епізоду                           |
| 2012       | Перевізник                | Transporter: The Series          | Делія                     | Епізод: «The General's Daughter»    |
| 2012       | Красуня і чудовисько      | Beauty & the Beast               | Брук                      | Епізоди: «Worth» і «Bridesmaid Up!» |
| 2013-2015  | Поклик крові              | Lost Girl                        | Тэмзин                    | 26 епізодів                         |
| 2014       | В моїх мріях              | In My Dreams                     | Джесса                    | телефільм                           |
| 2015-2017  | Царство                   | Reign                            | Єлизавета Тюдор           | Постійна роль                       |
| 2017       | Вайнона Ерп               | Wynonna Earp                     | Елайза                    | 2 сезон 1 епізод                    |
| 2019—т. ч. | Бетвумен                  | Batwoman                         | Бет Кейн / Аліса          | Постійна роль                       |